# روشنک صابران

روشنک صابران ( زادهء ۲۸ مهر ۱۳۷۵ ‏(۲۸ سال) - مشهد،خراسان رضوی)  رزمی کار ایرانی که در دو رشته‌ی کاراته-کیک بوکسینگ فعالیت دارد؛ و بازیکن تیم ملی کیک بوکسینگ جمهوری اسلامی ایران می‌باشد، وی در این دو رشته موفق به کسب مدال‌های جهانی شده است
همچنین بازیکن تیم ملی راگبی جمهوری اسلامی ایران است.
او در رشته لیسانس تربیت بدنی تحصیل کرده است ، و فعالیت ورزشی خود را از نونهالی با رشتهٔ ژیمناستیک از سال ۱۳۷۹ شروع کرده و اکنون به عنوان یک ورزشکار حرفه‌ای شناخته می‌شود.

## دستاوردهای جهانی
- قهرمان[۸] بوکس حرفه ای دارای لایسنس [۹]در بوکس رک 2024 [۱۰]

- طلای جهانی کیک بوکسینگ وزن ۶۵ - در هند ۲۰۱۶[۱۲]
- طلای جهانی کاراته کیوکوشین در استایل بادی کنتاکت وزن ۶۵ - در هند ۲۰۱۶
- طلای بین‌المللی کاراته کیوکوشین کمیته وزن ۷۰ - در ترکیه ۲۰۱۷[۱۳]
- نقره بین‌المللی کاراته کیوکوشین کاتا وزن ۷۰ - در ترکیه ۲۰۱۷[۱۴]
- طلای بین المللی کاراته کیوکوشین کمیته وزن ۷۰ - در تهران ۲۰۱۶
- بزنز بین‌المللی کاراته کیوکوشین (kwf) ترکیه ۲۰۱۷ وزن ۷۰-[۱۵]
- ثبت رکورد جهانی مشت زنی پی در پی به مدت زمان ۶۴ ساعت و ۲۷ دقیقه در ایران ۲۰۲۰[۱۶][۱۷]
- طلای مسابقات جهانی کیک بوکس فول کنتاک وزن ۶۵- در ترکیه ۲۰۲۲ [۱۸][۱۹] [۲۰] [۲۱]

## دستاوردهای کشوری
- کسب مقام نائب قهرمانی مسابقات کشوری در رشته آمادگی جسمانی (انفرادی-تیمی)۱۳۸۸
- کسب مقام قهرمانی مسابقات کشوری در رشته آمادگی جسمانی (انفرادیتیمی)۱۳۹۰
- کسب مقام برنز مسابقات جام قهرمانان کشوری در رشته راگبی۷(سِوِن)۱۳۹۱
- کسب مقام برنز مسابقات لیگ برتر در رشته راگبی۷(سِوِن)۱۳۹۲
- کسب مقام قهرمانی مسابقات لیگ دسته یک راگبی۷(سِوِن)۱۳۹۳[۲۵]
- کسب مقام نائب قهرمانی مسابقات لیگ دسته یک راگبی۷(سِوِن)۱۳۹۴
- کسب مقام قهرمانی مسابقات لیگ برتر راگبی۷(سِوِن)۱۳۹۶
- کسب مقام نائب قهرمانی مسابقات لیگ برتر راگبی۱۵(فیفتین)۱۳۹۷